# Bouhet
Bouhet é uma comuna francesa na região administrativa da Nova Aquitânia, no departamento de Charente-Maritime. Estende-se por uma área de 15,2 km². Em 2010 a comuna tinha 927 habitantes (densidade: 61 hab./km²).